# Eneida
La Eneida (en latín, Aeneis) es una epopeya latina escrita por el poeta romano Virgilio en el siglo I a. C. Fue un encargo del emperador Augusto con el fin de glorificar el Imperio, atribuyéndole un origen mítico. Virgilio elaboró una reescritura, más que una continuación, de los poemas homéricos, tomando como punto de partida la guerra de Troya así como la destrucción de esa ciudad, y presentando la fundación de Roma a la manera de los mitos griegos.
La obra narra la historia legendaria de Eneas, un troyano que escapó de la caída de Troya y viajó hasta Italia, donde se convirtió en el ancestro de los romanos. La epopeya tiene 9 896 versos en hexámetro dactílico, quedando unos 60 de estos versos inconclusos al momento de la muerte de Virgilio. Los primeros seis libros de los doce que componen la obra—que siguen el modelo de la Odisea—, narran la historia del viaje de Eneas desde Troya hasta Italia, mientras que la segunda mitad—que sigue en varios sentidos a la Ilíada—, narra la guerra de los troyanos contra los latinos, bajo cuyo nombre Eneas y sus seguidores troyanos están destinados a quedar subsumidos, concluyendo con la fundación legendaria de la ciudad de Lavinio (ciudad matriz de Alba Longa y de Roma). 
El héroe Eneas ya era conocido en las leyendas y mitos grecorromanos, en tanto era uno de los personajes de la Ilíada. Virgilio tomó los relatos inconexos de las andanzas de Eneas, su vaga asociación con la fundación de Roma y su descripción como un personaje sin más características fijas que una escrupulosa pietas, y modeló la Eneida en un convincente mito fundacional o epopeya nacional que vinculaba a Roma con las leyendas de Troya, explicaba las guerras púnicas, glorificaba las virtudes tradicionales romanas y legitimaba a la dinastía Julio-Claudia como descendiente de los fundadores, héroes y dioses de Roma y Troya.
Virgilio trabajó en esta obra desde el año 29 a. C. hasta el fin de sus días (19 a. C.). Se suele decir que Virgilio, en su lecho de muerte, encargó quemar la Eneida por considerar que la obra aún no había alcanzado la perfección buscada. Es considerada, sin embargo, su obra maestra y una de las obras más importantes de la literatura latina.

## Características formales
La obra, de casi 10 000 hexámetros dactílicos, está dividida en doce libros que, a su vez, se pueden agrupar en dos partes:
- Libros I a VI, en los que, a imitación de la Odisea, se narran los viajes de Eneas hasta llegar a Italia.
- Libros VII a XII, en los que, a imitación de la Ilíada y del Ciclo troyano, se narran las conquistas de Eneas en Italia.

Virgilio emplea figuras literarias como la aliteración, la onomatopeya y la sinécdoque; también el símil, la personificación y la metáfora, frecuentemente para dotar a los pasajes de tensión y de fuerza dramática.
Como en la Ilíada y en la Odisea, la narración de la Eneida comienza in medias res, en este caso con la flota troyana en la parte occidental del Mediterráneo y dirigiéndose a Italia.

## Modelos de los que parte la obra
Se dice que, más aún que una imitación de la Ilíada y de la Odisea, Virgilio se planteó una suerte de competición con Homero. Así, frente a los 24 cantos de que se compone cada una de las epopeyas homéricas, la Eneida se compone de 12.
Se pueden encontrar paralelismos, con sus correspondientes oposiciones, entre las dos obras griegas y esta otra latina:
- El regreso o nostos, más propio de la Odisea y de la primera mitad de la Eneida.
  - En la obra latina, el regreso no es el de un héroe a su hogar, sino el de parte de un pueblo a uno de los lugares de origen de la estirpe de alguno o de algunos de sus héroes, lugar determinado por elección divina y que los héroes habrán de averiguar. En la cronología mítica, el viaje del Eneas literario coincidiría en el tiempo con los nostoi griegos.[4] Como en la Odisea, en la Eneida hay una deidad que se opone a que el héroe llegue a su destino (Poseidón en el poema griego y Juno en el latino), otras deidades que se alían con ella, otras que ayudan al héroe (algunas, teniéndolo como su protegido: Atenea protege a Odiseo; Venus protege a Eneas), cambios de alianzas y deidades que no toman un partido.

- La justificación de la guerra entre dos pueblos con motivos míticos y de amores y desamores.
  - En la Ilíada, y en general en el Ciclo troyano, se presenta como causa humana de la guerra inmediata, contemporánea o reciente el despecho de Menelao por el abandono de que es objeto por parte de Helena, aunque este habrá de explicarse por asuntos de los dioses. En la Eneida, se presenta como causa humana de futuras guerras el despecho de Dido por el abandono de que es objeto por parte de Eneas, y también habrá de explicarse tal abandono por intrigas divinas.

El poema de Virgilio se compara también con las Argonáuticas de Apolonio, y es fácil que el poeta romano tuviera presente la traducción latina de Varrón. También en este caso, hay similitudes y diferencias entre una obra y la otra en varios aspectos, empezando por los amores de Dido y Eneas y los de Jasón y Medea.
Los modelos latinos más importantes de los que se valió Virgilio para la composición de la Eneida y para el contraste con ellos son la Guerra púnica (Poenicum Bellum) de Nevio y, sobre todo, los Anales (Annales) de Ennio, el gran clásico de la épica romana en ese tiempo. En varios pasajes de la Eneida se citan otros del poema de Ennio, a veces literalmente.

## Historia de la composición
Ya en las Geórgicas, anunciaba Virgilio su intención de escribir una epopeya:

Pronto, sin embargo, me dispondré a cantar las ardientes batallas
de César y a llevar la fama de su nombre a tantas edades cuantas son
las que han transcurrido desde que tuvo en Titón su primer origen.
mox tamen ardentis accingar dicere pugnas
Caesaris et nomen fama tot ferre per annos,
Tithoni prima quot abest ab origine Caesar.
Georgicon, III, 46-48.

Augusto estaba muy interesado en la composición de una obra de esas características, y se la pidió al poeta.
En principio, Virgilio tenía la intención de escribirla en prosa, pero después se decidió por el verso y, en concreto, por los hexámetros dactílicos. Durante la elaboración de los cantos, hizo varias lecturas públicas para probar su sonoridad y el efecto que tenían en el público. Se había propuesto forjar un poema abundante en detalles y de alta calidad.

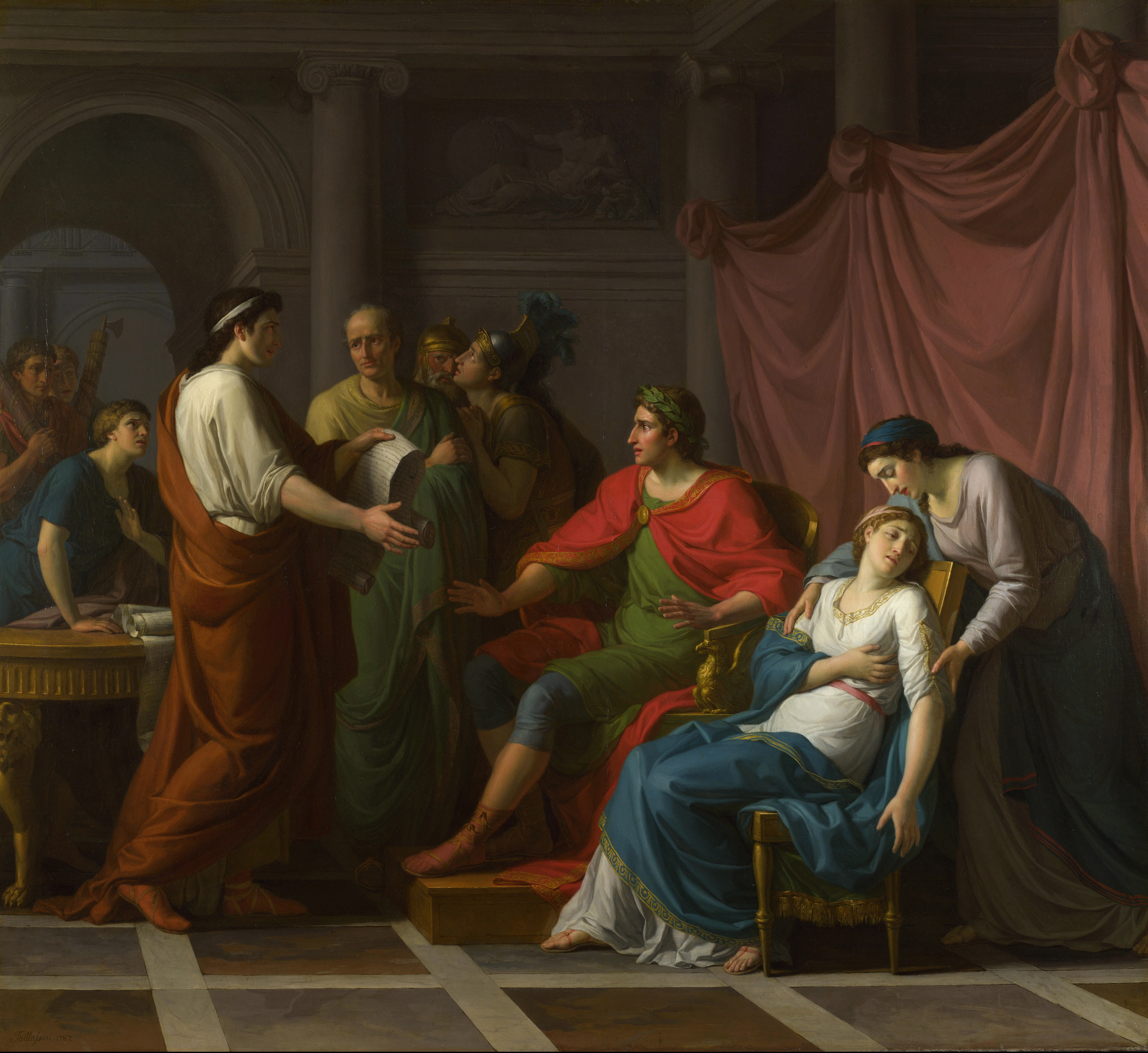
Jean-Joseph Taillasson (1745-1809): Virgilio leyendo la "Eneida" a Augusto y a Octavia (Virgile lisant l’Énéide à Auguste et Octavia). National Gallery de Londres.

Según la tradición, Virgilio leyó a Augusto y a su hermana Octavia los cantos II, IV y VI, y que la mención de Marcelo en el Canto VI causó el desmayo de Octavia.
También según la tradición, Virgilio viajó a Grecia hacia el año 19 a. C. para revisar la Eneida. Tras encontrarse con Augusto en Atenas y tomar después la decisión de volver a casa, hizo una visita a una ciudad cercana a Mégara, y allí cogió unas fiebres. Luego, durante la travesía, se fue debilitando, y murió en el puerto de Brundisium (Brindisi) el 21 de septiembre de ese mismo año, habiendo expresado su voluntad de que se quemase el manuscrito de la Eneida por estar inacabado y porque le desagradaba uno de los pasajes del Canto VIII: en él, Venus y Vulcano tienen juntos disfrute carnal, lo que no se consideraba acorde con la moralidad romana. Tras la muerte del autor, Augusto prohibió a sus albaceas literarios, Lucio Vario Rufo y Plotio Tuca, que cumpliesen esa última voluntad, y mandó que se publicase la obra con tan poca modificación como resultase aceptable.
La obra, al quedar incompleta, presenta versos que no llegan a conformar el hexámetro dactílico: algunos constan de un solo hemistiquio. Por añadidura, al haber mandado Augusto que la modificación que se hiciera fuese mínima, no es fácil distinguir el trabajo de los poetas que le dieron la forma que se conoce.

## Argumento

### Resumen

El viaje de Eneas.

Eneas, príncipe de Dardania, huye de Troya cuando la ciudad fue tomada por el ejército aqueo. Entre su gente, van con él su padre (Anquises) y su hijo (Ascanio). Ante la confusión de la fuga Eneas pierde a su esposa Creúsa, por lo que regresa y la llama entre las ruinas de la ciudad. Esta se hace presente en forma de aparición y le pide que no vierta más lágrimas por ella, que el destino le ha sido asignado otra consorte de sangre real (La Eneida, Libro II).
Juno, esposa de Júpiter, rencorosa todavía con toda la estirpe troyana, trata de desviar la flota de supervivientes de su destino inevitable: Italia.
Las peregrinaciones de Eneas duran siete años, hasta que, llegado el último, es acogido en el reino emergente de Cartago, gobernado por Dido (llamada también Elisa de Tiro). Por un ardid de Venus y Cupido, Dido se enamora perdidamente de Eneas y, tras la partida de este por orden de Júpiter, se quita la vida maldiciendo antes a toda la estirpe venidera de Eneas y clamando por el surgimiento de un héroe vengador: de esta forma, se crea el cuadro que justifica la eterna enemistad entre dos pueblos, el de Cartago y el de Roma, que conduciría a las guerras púnicas.
De camino a Italia, a Eneas se le aparece el alma de su padre Anquises y le pide que vaya a verlo al Averno: Eneas cede y, acompañado de la Sibila de Cumas, recorre los reinos de Plutón, y Anquises le muestra toda la gloria y la pompa de su futura estirpe: los romanos.
Llegados por fin los troyanos a Italia, el rey Latino los recibe pacíficamente, y, recordando que una antigua profecía decía que su hija Lavinia se casaría con un extranjero, decide aliarse con Eneas y darle a Lavinia por esposa.
Trastornado por las Furias, Turno, rey de los rútulos y primo y pretendiente de Lavinia, declara la guerra a Eneas. Los dos ejércitos adquieren aliados y se enfrentan fieramente, ayudados los troyanos por Venus y los rútulos por Juno, sin que intervenga Júpiter. Se producen muertes en ambos bandos y, finalmente, Eneas mata a Turno.

### Libro I
Juno, sabedora del glorioso destino que aguarda a los troyanos, pues habrán de fundar el Imperio Romano, intenta impedir que lleguen a Italia. Para ello, pide a Eolo que se valga de sus vientos para hacer naufragar a los fugitivos, y a cambio le ofrece por esposa a una de las ninfas de su propio séquito: Deyopea (Δηιόπεια), la de cuerpo más hermoso. Eolo, aunque no acepta el soborno, sí accede a ayudar a Juno, y los troyanos terminan dispersándose en el mar. Al saberlo Neptuno, lo toma como una injuria, ya que el mar es su dominio, y ayuda a los troyanos a llegar a las playas de Libia, pero no llegan todos juntos, sino en dos grupos separados por la tormenta.

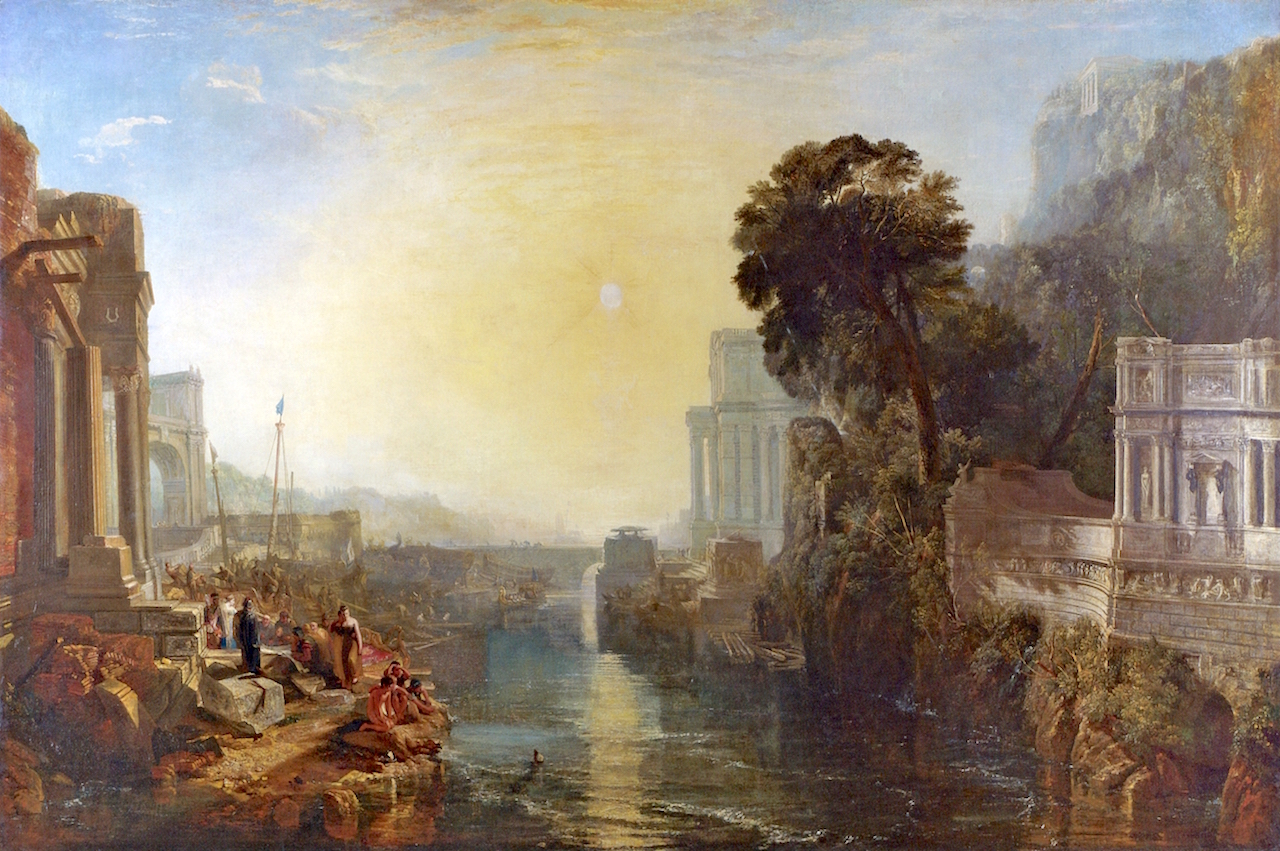
Turner: Dido funda Cartago (Dido building Carthage) o El nacimiento del Imperio Cartaginés (The Rise of the Carthaginian Empire, 1815). National Gallery.

Mientras tanto, Venus, madre de Eneas, se presenta con la forma de una virgen espartana y con un aspecto de cazadora muy parecido también al de la diosa Diana, y les informa de que las tierras donde están son de la reina Dido. Pigmalión, hermano de Dido, había hecho matar a Siqueo, tío de ambos y esposo de ella. Dido huyó, compró unas tierras y fundó allí una ciudad.
Eneas se dirige a la ciudad y, cuando llega, ve a los compañeros de los que les había separado el mar. Llegados a esa tierra, habían pedido a la reina hospitalidad y que les ayudase a buscar a su caudillo. Al presentarse este, Dido lo acoge junto con el resto de los troyanos.
Con la intención de que Dido trate bien a Eneas, Venus pide a su hijo Cupido que tome la forma de su sobrino materno Ascanio, lo suplante e infunda en la reina amor por el troyano, y Cupido accede. Venus adormece a su nieto Ascanio y lo lleva a Idalion, lugar de culto de ella.
Tal como le ha pedido su madre, Cupido infunde en Dido un apasionado amor por Eneas y, maternal, por Ascanio, al que suplanta él mismo. Pero Dido juró a su esposo no volver a casarse.
Durante el banquete en honor de los recién llegados y del encuentro de éstos con sus paisanos, Dido pide a Eneas que cuente sus desgracias.

### Libro II

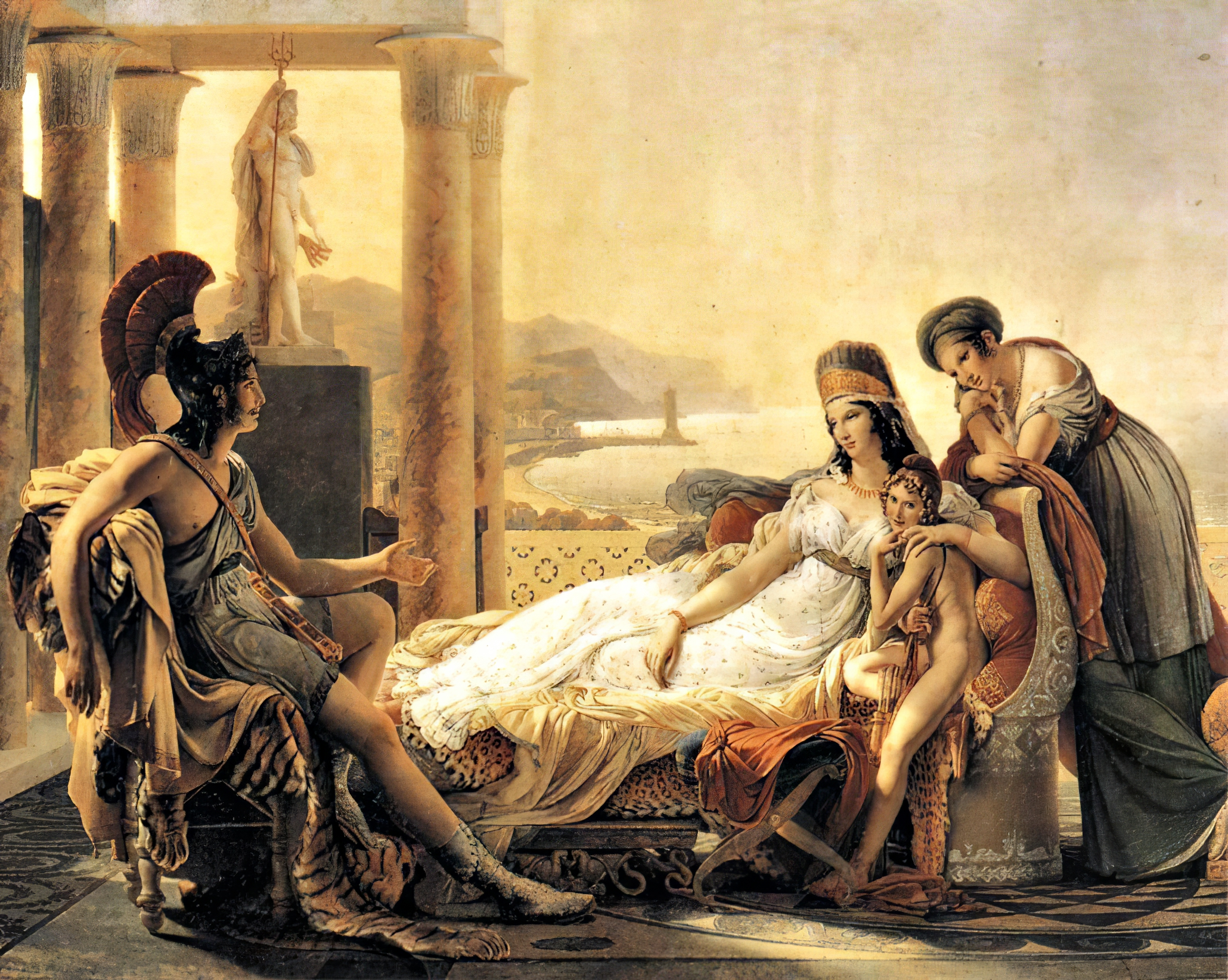
Pierre-Narcisse Guérin: Eneas describe a Dido la caída de Troya (Énée décrit à Didon la chute de Troie, 1815). Museo del Louvre.

Los libros II y III son relatos dentro del relato. Eneas, a petición de Dido, cuenta la caída y el saqueo de Troya (Libro II) y las tribulaciones sufridas por él mismo y por su gente desde ese acontecimiento (Libro III).
El troyano cuenta hechos casi inmediatos a los que se refieren en el final de la Ilíada. El relato que hace Eneas de la toma de Troya se abre con el episodio del caballo: Ulises, junto con otros soldados griegos, se oculta en un caballo de madera "alto como un monte" (instar montis equum), mientras que el resto de las tropas griegas se oculta en la isla de Ténedos, frente a Troya. Los troyanos, ignorando el engaño, entienden que los griegos han huido y hacen entrar el caballo en su ciudad. Piensan que se trata de una ofrenda a los dioses, a pesar de las advertencias de Laocoonte, que es matado con sus dos hijos por dos monstruos marinos. Llegada la noche, Ulises y sus hombres salen del caballo y abren las puertas de la ciudad para que entren los demás griegos, y entre todos someten a Troya al fuego y al terror. En el momento del asalto, a Eneas se le aparece en sueños Héctor, le anuncia el fin de Troya y le manda que salve a los Penates y que huya.

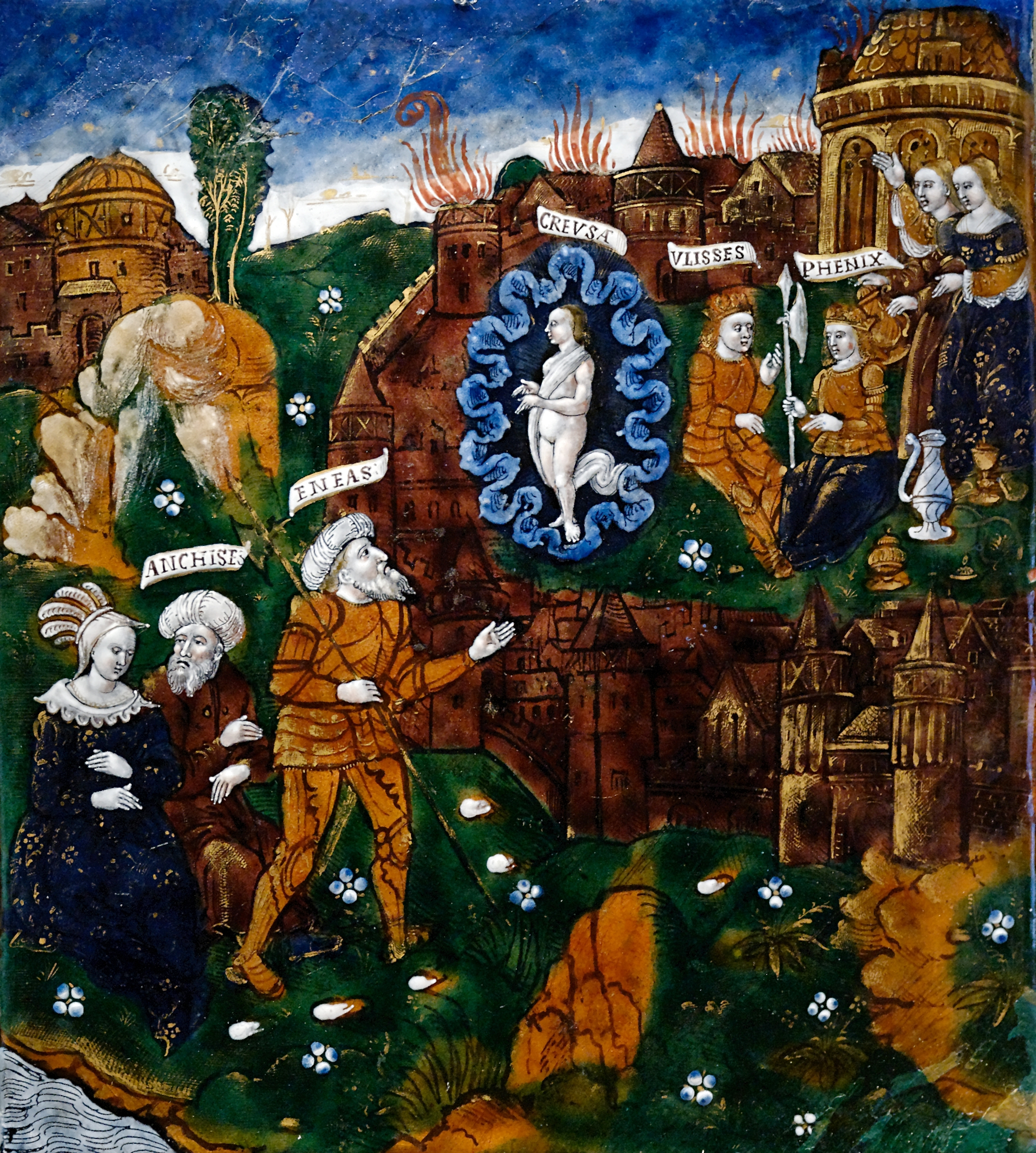
Esmalte de Limoges (ca. 1530): La sombra de Creúsa se aparece a Eneas. Museo del Louvre.

Los ruidos del combate terminan por despertar a Eneas, que, viendo su ciudad en llamas y a merced de los griegos, decide al principio luchar con sus compañeros hasta la muerte. Visita el palacio del rey Príamo y contempla la muerte del hijo de este, Polites, a manos de Pirro, que luego decapita a Príamo.
En medio del caos, Eneas ve a Helena y, lleno de ira, se dispone a castigar a la culpable de la guerra. Venus, madre de Eneas, se le aparece y le manda contenerse: los verdaderos culpables son los dioses, no Helena. Luego, Venus manda a Eneas que busque a su familia y a los dioses Penates.
Eneas busca y encuentra a su padre Anquises y a su hijo Ascanio. En principio, Anquises se resiste a partir, hasta que un presagio divino lo convence. Escapan entonces de la ciudad en llamas. Habiendo perdido de vista a su mujer, Creúsa, que ha sido apartada por Venus y luego ha sido una víctima más de la matanza, Eneas regresa a Troya en busca de ella. Finalmente, tras aparecérsele la sombra de Creúsa y serle revelado por ella que su destino es la fundación de Roma, Eneas vuelve con los suyos a las afueras de Troya, y allí prepara lo necesario para la partida.

### Libro III
Eneas huye con los suyos a la ciudad de los tracios, que eran sus amigos. Habiendo desembarcado allí, Eneas quiere cumplir su intención de fundar la nueva ciudad en esa tierra. Para encender la hoguera sacrificial, toman ramas de un arbusto, y estas empiezan a sangrar. Eneas se halla frente al túmulo de Polidoro, y las ramas son las lanzas que empleó Poliméstor para matarlo. Una voz suena desde el interior del túmulo: es la de la sombra de Polidoro, que advierte a los troyanos de que el rey de Tracia está a favor de los griegos. Los viajeros deciden entonces abandonar ese lugar contaminado.

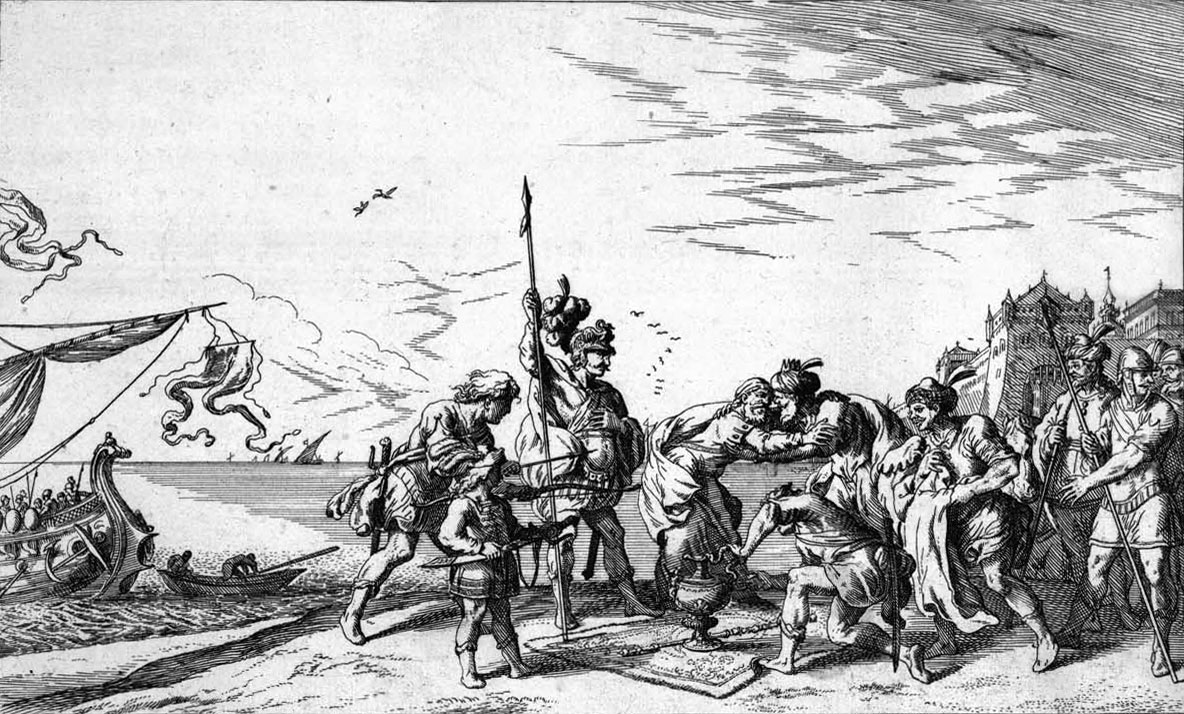
Grabado de Johann Wilhelm Baur (1607-1640) para una edición de la obra de Ovidio Las metamorfosis: Eneas se reúne con Anio. 1659.

Eneas y su gente van entonces a la corte del rey Anio, en Delos. Allí llegan a saber por los oráculos de Apolo que habrán de buscar a la Madre Antigua (antiqua mater) y fundar una nueva ciudad allí donde vivieron sus antepasados, desde donde sus generaciones venideras serán las únicas dominadoras del mundo. Anquises piensa que el oráculo se refiere a Creta, el lugar de culto de la diosa Cibeles y la tierra donde nació su antepasado Júpiter, y allí se dirigen. Llegados a la isla, fundan la ciudad de Pérgamo.
Es pleno verano, sobreviene una fuerte sequía y mueren hombres y bestias. Anquises pide a Eneas que vuelva a consultar el oráculo de Apolo, aunque no hará falta, pues a Eneas se le aparecerán en sueños los Penates, mandados por Apolo. Por ellos sabrá del resentimiento del dios supremo, que no se les permite quedarse y que las tierras aludidas por el oráculo de Apolo son las de Italia o el Lacio. Anquises recuerda que allí nació su antepasado Dárdano, y deciden viajar a esos lugares.
Los fugitivos se hacen a la mar, y habrán de soportar una tormenta de tres días. Al cuarto día, entre las islas del Mar Jónico, llegan a las llamadas Estrófades (Στροφάδες). Desembarcan en una de ellas y allí encuentran rebaños sin vigilancia, de reses pequeñas y grandes. Ofrecen con algunas de ellas sacrificios a Júpiter y comienzan el festejo. Las arpías los acosan volando por el campamento y sueltan sus deyecciones en la carne. Eneas les prepara una emboscada que tiene éxito, y al conseguir escapar las criaturas, una de ellas, Celeno, augura al troyano que, cuando lleguen a la tierra que están buscando, habrán de pasar hambre en ella.
Los viajeros abandonan las Estrófades, navegan después cerca de Ítaca, la isla de Ulises, uno de sus peores enemigos, y acaban arribando a la playa de Accio. Allí celebran unos juegos, y dejan en el templo de Apolo el escudo de Abas, el capitán de una de las naves.

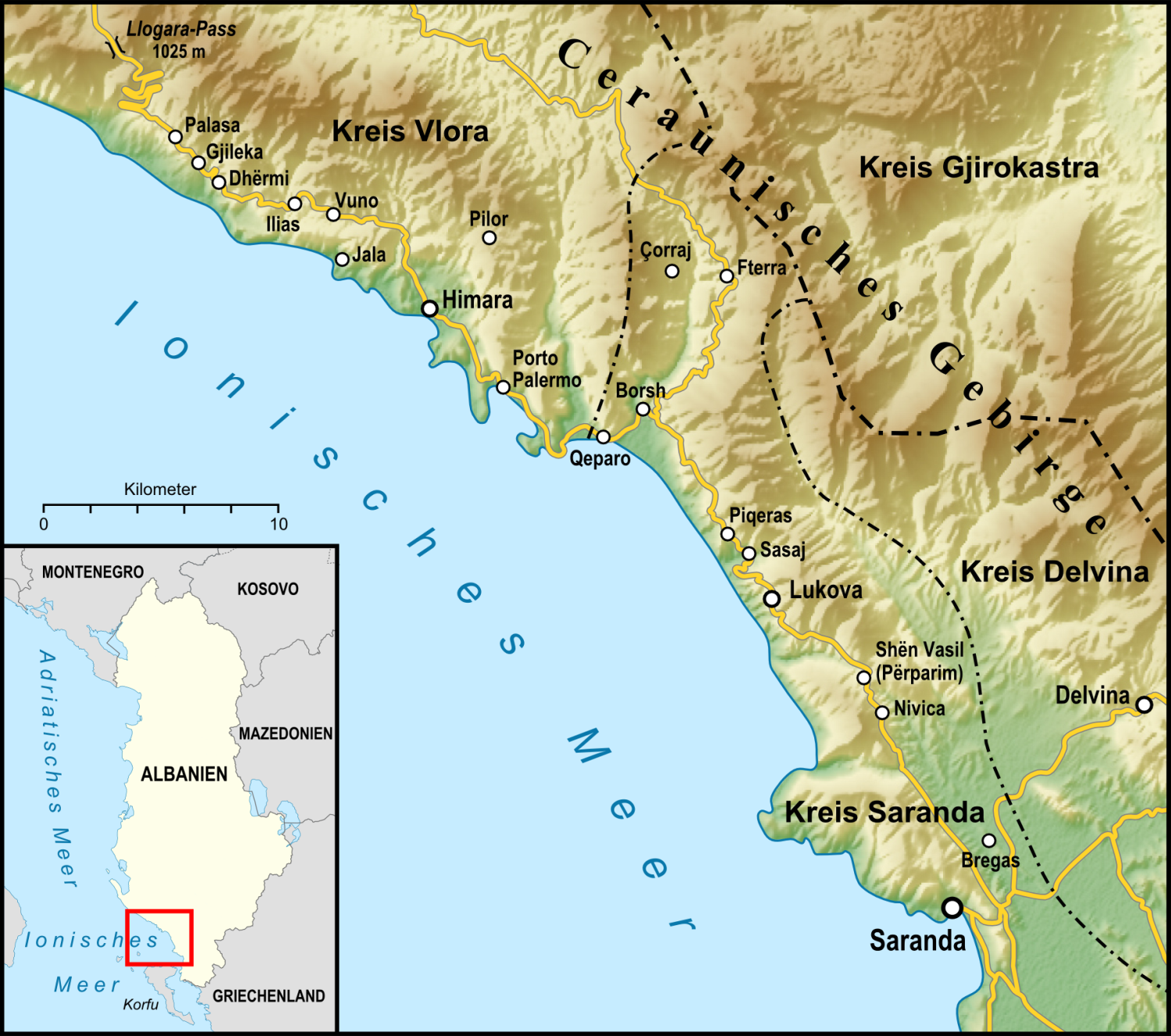
Montañas Ceraunias, en la actual Albania.

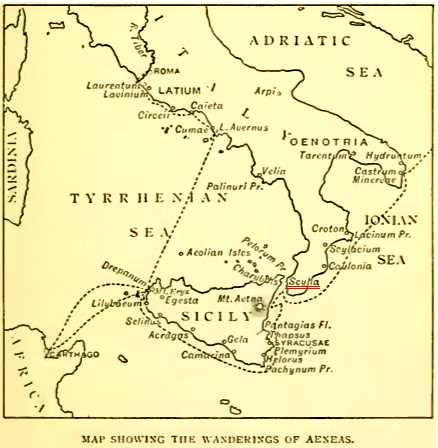
Viaje de Eneas: la ubicación de la roca de Escila aparece marcada en rojo.

Más adelante, Eneas se entera de que un hijo de Príamo, Héleno, que se ha casado con Andrómaca, viuda de Héctor que después de la muerte del héroe troyano había sido concubina de Pirro, reina en Butrinto, una ciudad cercana, y allí se dirigen los troyanos. Llegan a Butrinto a principios del invierno, y ven que es una réplica de Troya. Ya acogidos, Héleno predice a Eneas que llegará a Italia, pero que para entrar en ella tendrá que sufrir un poco, pues allí habitan griegos. Le dice que debe cuidarse también de Escila y de Caribdis, y le aconseja que implore al numen de Juno y que atienda al oráculo de la Sibila de Cumas.
Continuando su viaje, los troyanos pasan junto a las montañas Ceraunias. Antes de dirigirse a Trinacia, ofrecen sacrificios a Juno y a Minerva. Ya cerca de la costa de Trinacia, avistan el penacho del Etna.
Ya en el Estrecho de Mesina, por intentar evitar a Escila, casi acaban diezmados por Caribdis, pero el remolino de la bestia los impulsa mar adentro, y así, perdidos, arriban a las costas de los cíclopes. Allí se encuentran con un griego abandonado por Ulises y sus hombres: Aqueménides (Ἀχαιμενίδης), que les pide que lo lleven con él y les aconseja escapar pronto. Los cíclopes se aprestan a atacarlos, pero no llegan a alcanzarlos.
Habiendo escapado de los cíclopes, Aqueménides conducirá a los troyanos a Trinacia. Pasan por Ortigia, y luego por el puerto de Drépano, donde muere Anquises.
Con la relación de estos hechos, Eneas termina de contar la historia a su anfitriona.

### Libro IV

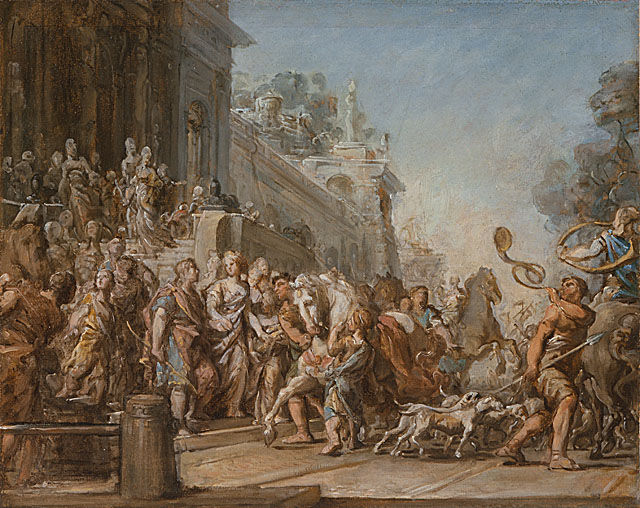
Dido y Eneas salen de caza. Obra de 1774 de Jean-Bernard Restout (1732-1797).

La reina Dido, por influjo de Cupido, se enamora del troyano Eneas, que se está hospedando en su casa, en Cartago. La reina decide compartir sus sentimientos con su hermana Ana. Le cuenta que sufre un dilema, ya que se ha enamorado del héroe troyano, pero sigue respetando la memoria de Siqueo, su difunto marido, muerto por fratricidio (asesinado por su hermano). Su hermana la anima a seguir adelante con su amor, ya que en todo el tiempo que había estado viuda, había rechazado a muchos pretendientes. Al saberlo Juno, decide aliarse con Venus para conseguir que Eneas se enamore a su vez de Dido, con la intención de desviar la ruta de este hacia el reino prometido de Roma, haciendo que se quedara en Cartago (Libia), junto a Dido para siempre. Venus acepta la complicidad de Juno e idean un plan para que ambos, solos, consumen el himeneo.
Eneas y Dido salen de caza. En el transcurso de la misma, las diosas mandan una gran tormenta. Eneas y Dido quedan refugiados en una cueva, donde se lleva a cabo el plan de la diosa, con el que unen sus dos pueblos.
Actúa la Fama (el rumor), y la noticia del matrimonio llega a Iarbas, rey de Numibia, y pretendiente rechazado de Dido. Este, enfurecido, suplica a Júpiter que no permita que Eneas se quede en esas tierras con Dido, ya que fue él quien le cedió los terrenos a la reina para que reconstruyera la ciudad. Al saberlo Júpiter, temiendo que Eneas detenga su viaje, envía a Mercurio para que recuerde al troyano que su destino es fundar Roma. Eneas y Dido ya están haciendo construir una gran ciudad cuando llega Mercurio a darle el mensaje. El troyano no sabe cómo decírselo a la reina, por lo que decide mandar a Sergesto, Seresto y Mnesteo que preparen la flota con sigilo y secretismo. Pero vuelve a actuar la Fama, y Dido se entera de lo que está ocurriendo. Cuando va a reprochárselo y a suplicarle que se quede a Eneas, este no da su brazo a torcer, ya que se defiende hablándole de su futuro, decidido por los dioses. Dido no está conforme con la intención de Eneas, pero permite su partida. Solo pide a su hermana que lo convenza para que zarpen con viento favorable y en mejores condiciones meteorológicas.
El dolor que le causa a Dido la partida de Eneas hace que se plantee suicidarse, ya que no quiere ni volverse a casar con los antiguos pretendientes ni seguir a la armada troyana para derrotarlos. Idea un plan secreto con ayuda de una sacerdotisa experta en temas de amor, pero engaña a su hermana para que crea que no hay peligro por su vida, sino por las pertenencias de Eneas.
Mercurio vuelve a visitar a Eneas en sueño y apresura su ida, ya que le advierte de consecuencias funestas que puede tener. Eneas le hace caso y, en medio de la noche, despierta a sus soldados y parten inmediatamente.
Cuando Dido se entera, comienza entonces su plan. Hace una gran pira con objetos de Eneas, rodeada toda de altares y sacrificios. Se sube a ella y se clava una espada bajo el pecho, espada regalada por Eneas. En su discurso de muerte, clama por un vengador.

| Luego vosotros, tirios, perseguid con odio a su estirpe y a la raza que venga, y dedicad este presente a mis cenizas. No haya ni amor ni pactos entre los pueblos. Y que surja algún vengador de mis huesos que persiga a hierro y fuego a los colonos dardanios ahora o más tarde, cuando se presenten las fuerzas. Costas enfrentadas a sus costas, olas contra sus aguas imploro, armas contra sus armas: peleen ellos mismos y sus nietos. | tum uos, o Tyrii, stirpem et genus omne futurum exercete odiis, cinerique haec mittite nostro munera. nullus amor populis nec foedera sunto. exoriare aliquis nostris ex ossibus ultor qui face Dardanios ferroque sequare colonos, nunc, olim, quocumque dabunt se tempore uires. litora litoribus contraria, fluctibus undas imprecor, arma armis: pugnent ipsique nepotesque. |
Aeneis, IV, 622-629.

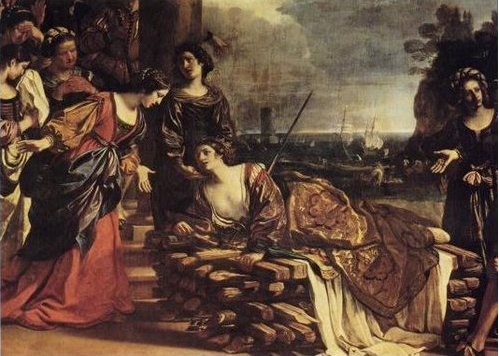
Momento en el que Dido se coloca sobre la pira y se clava la espada de Eneas.

Por sus gritos y los de las doncellas, su hermana acude y la ve moribunda. Sube a la pira y se lamenta de que le hubiera ocultado sus planes. Dido sigue agonizando mientras su hermana la sostiene en sus brazos lavando su herida. Juno se apiada de ella y manda a Iris a cortar el cabello rubio que une a las personas con la vida. Así, haciendo el trabajo de Proserpina (Perséfone, esposa de Plutón, soberano de los Infiernos), Iris cumple con el encargo de Juno y Dido muere entre los brazos de su hermana. En su abordaje del despecho femenino, es uno de los capítulos más intensos y conmovedores de la obra.

### Libro V
Ya habiendo zarpado, Eneas ve desde el mar la llama que arde en la costa de Cartago, y demasiado bien sabe de qué se trata.
Los viajeros intentan ir a Italia, pero se desata otra tempestad y, cuando se calma, prueban a alcanzar otra vez Trinacia. Habiendo llegado a Trinacia, se dirigen los troyanos a las tierras de su amigo Acestes, por quien son bien recibidos.
Cumpliéndose ya un año de la muerte de Anquises, Eneas hace llevar a cabo sus funerales. Durante los sacrificios, una serpiente se come las ofrendas del altar. No sabiendo si se trata de una mala criatura o del genio del lugar, Eneas prefiere tomarlo como un buen presagio.
Después manda Eneas celebrarse unos juegos. Cloanto vence en la competición de remo. En la carrera, Salio y Niso (hermano de Asio) tropiezan, y entonces vence Euríalo, pero los tres reciben premios. En la lucha, nadie quiere enfrentarse con Dares, hasta que el anciano Entelo se atreve a hacerlo y lo vence. En el tiro con arco vence Acestes. Luego, Ascanio y sus amigos hacen una representación de la guerra.
Juno envía de nuevo a Iris: esta vez, para que suscite en las mujeres troyanas el deseo de no viajar más. Tomando Iris la forma de la anciana Beroe, que no ha acudido porque está enferma, se dirige a las mujeres troyanas, que han sido dejadas apartadas de los juegos, les dice que se le ha aparecido en sueños Casandra y que le ha dicho que hay que quemar las naves, pues ya se ha alcanzado el objetivo del viaje, y cumple el encargo llevando a las mujeres a quemar las naves y comenzando el incendio ella misma. Pirgo, que fue nodriza de Príamo, advierte a las otras de que Beroe no ha acudido porque está enferma, y que esta otra es muy semejante a una diosa. Al punto, la mensajera se da a conocer yéndose de allí en forma de arco iris. Las troyanas, exaltadas, toman la antorcha del altar de Neptuno y empiezan ellas a prender fuego a las embarcaciones.
Los hombres y los muchachos ven las llamas, y Ascanio, el hijo de Eneas, se acerca con su montura y consigue hacer entrar en razón y «librarse de Juno» a las incendiarias.

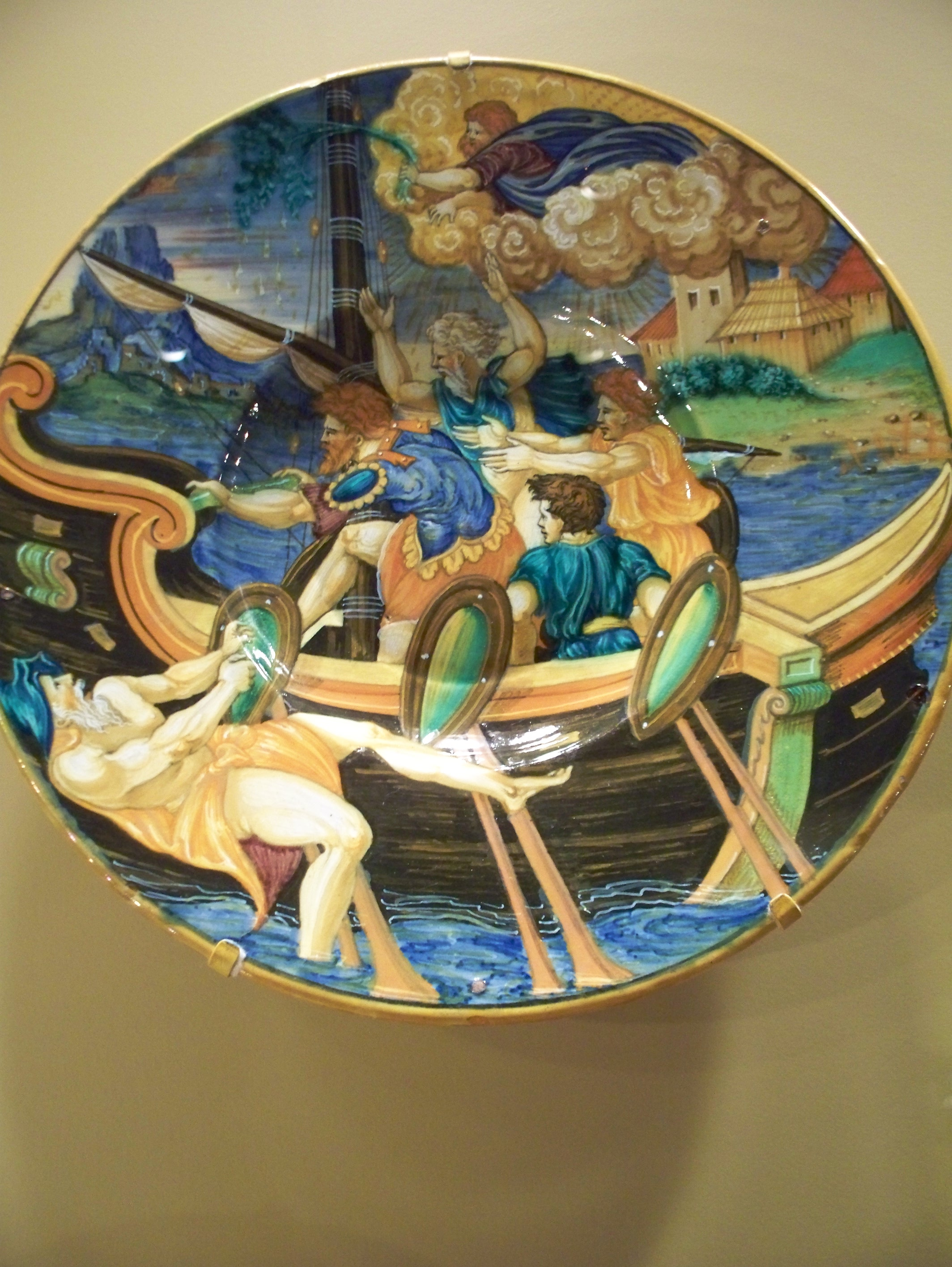
Palinuro cae al agua. Mayólica de Francesco Xanto Avelli da Rovigo. 1535.

Eumelo avisa a Eneas, que llega rápido al lugar. Una vez allí, Eneas implora a Júpiter, y este hace que empiece a llover.
Solo se han perdido cuatro piezas de la flota, pero se aconseja fundar una ciudad para quienes quieran quedarse y renuncien a continuar el viaje. Nautes, el consejero más anciano, se muestra de acuerdo.
Eneas aún está indeciso, y esa noche se le aparece en sueños su padre Anquises, que le recomienda que haga lo que dice Nautes: en el Lacio habrá que derrotar a un pueblo belicoso, así que conviene que vayan solo los más aptos para ello. Anquises dice a Eneas que, para que pueda darle más detalles de su destino, habrá de ir a visitarlo al inframundo. Para llegar hasta allí, Eneas habrá de consultar primero a la Sibila de Cumas y ofrecer sacrificios.
Los troyanos fundan la ciudad para quienes no quieren proseguir el viaje, y le ponen el nombre de Acestes. Por fin, zarpan, y las mujeres, que ahora sí querrían ir, los despiden entre llantos. Una vez más, los viajeros intentan dirigirse a Italia.
Venus ruega a Neptuno que los troyanos ya no sufran males, y el dios del mar le promete que llegarán a las puertas del Averno con solo un hombre menos:

una cabeza por muchas será dada
unum pro multis dabitur caput

A medianoche, todos duermen, hasta Palinuro, el timonel, de lo que se ha encargado Somnus, el Sueño. Palinuro y el timón caen al agua, y el resto sigue durmiendo. La nave va a la deriva, pero Eneas despierta, ocupa el puesto de Palinuro y corrige el rumbo, y justo a tiempo, pues ya se dirigía la nave a los dominios de las Sirenas.

### Libro VI
Los troyanos arriban a las playas de Cumas, y visitan la gruta de la Sibila acompañados de la sacerdotisa Deífobe, hija de Glaucio. La Sibila es poseída por Apolo, y Eneas pide al dios sus oráculos y que permita que los troyanos se establezcan en el Lacio. Apolo predice que se librarán batallas por causa de una mujer, pero que Eneas saldrá victorioso de ellas. El troyano pide que se le diga cómo habrá de entrar en el infierno. La Sibila dice que Eneas habrá de presentar una rama dorada y que, además, primero habrá de enterrar a un amigo suyo, insepulto hasta el momento.
Eneas sale de la cueva y se entera de la muerte de Miseno, así que manda hacer sus funerales. Venus envía entonces dos palomas para que lleven a Eneas al árbol donde está la rama dorada. Eneas la toma y la lleva a la cueva de la Sibila, que entonces lo conducirá hasta un bosque.
Llegan al infierno, y arriban a la corriente cruzada por el barquero Caronte para llevar las almas al otro mundo. Eneas ve a Palinuro, que le pide que busque su cuerpo en el puerto de Velia y lo sepulte para que así su sombra sea admitida en la barca de Caronte. La sibila se opone, pues hacerlo sería contrario al destino marcado, pero se le promete a Palinuro que sus propios enemigos le erigirán un cenotafio, y que un cabo o promontorio llevará su nombre.
Para ser llevados en la barca de Caronte, Eneas y la sibila le presentan la rama dorada.
Ya navegando, ven la cueva de Cerbero, los jueces de los muertos y los campos llorosos. Eneas ve a Dido, se lamenta por lo sucedido y le pide perdón, pero ella no responde. Eneas ve también muchas almas de grandes guerreros de otros tiempos, como Deífobo, que se casó con Helena después de morir Paris.

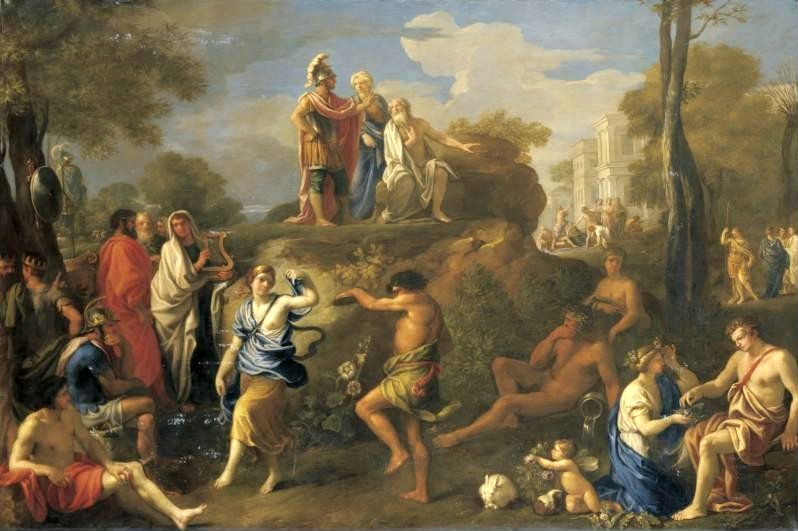
Alexandre Ubeleski (1649-1718): Eneas y Anquises en el Hades (Eneasz i Anchizes w Hadesie).

Pasado un rato, los pasajeros de la barca ven una bifurcación: una vía conduce al palacio de Plutón; la otra, al Tártaro. Después, arriban a los bosques afortunados, y allí buscan a Anquises.
Tras un nostálgico encuentro, Anquises le cuenta a Eneas que las almas buenas, después de mil años, pierden la memoria y se las manda nuevamente a la tierra en otros cuerpos. Anquises predice el gran linaje de Eneas: su hijo Silvio (que le nacerá de su esposa Lavinia), Camilo, César, Máximo, Serrano, Romano, Marcelo y otros. También le cuenta las batallas a las que está destinado, y cómo habrá de salir con bien de ellas.
Eneas regresa después al lugar donde le esperan sus amigos por una puerta de marfil del Sueño. En seguida, se dirigen todos al puerto de Cayeta.

### Libro VII
Finalmente, se dirigen al bosque del Lacio por el que pasa el río Tíber. Vive en esas tierras Latino, esposo de Amata. Ambos son padres de Lavinia, que está comprometida con Turno, rey de los rútulos, aunque se ha predicho que no se casará con él, sino con un extranjero.
Los troyanos celebran una comida, pero se quedan con hambre. Entonces, Eneas recuerda que se le predijo que, cuando sucediera eso, llegaría el fin de sus males. Manda Eneas cien emisarios a la corte del rey Latino, que los recibe. En nombre de Eneas y apoyándose en los oráculos, Ilioneo pide a Latino unas tierras donde puedan asentarse los troyanos. Latino reconoce en Eneas al yerno prometido, y pide a los troyanos que su caudillo venga a verlo.
Mientras tanto, Juno, con la intención de causar una guerra que perjudique a los troyanos, envía a Alecto para que siembre la discordia. Con una de sus serpientes, Alecto inyecta las furias en Amata, y esta se enfrenta con su esposo para que no dé la mano de Lavinia a Eneas, sino a Turno. Al ver que Latino no cambia de parecer, Amata hace por poner de su parte a las otras mujeres y esconde a Lavinia. Después, Alecto se dirige a Ardea, ciudad en la que reina Turno, y, para suscitar en el monarca el odio a Eneas como usurpador, le hinca una de las serpientes, llena de furias. Turno decide entonces enfrentarse con Latino por la mano de Lavinia.
Alecto ejerce después su influjo en los perros cazadores de Iulo (Ascanio), que conducen a su amo en pos de un ciervo del que es dueño el latino Tirreo. Al enterarse los latinos, se emprende una batalla y resultan de ella las primeras víctimas. Alecto se siente satisfecha, y, con ella, también Juno. Todos los latinos piden a su rey que declare la guerra a los troyanos, pero él se resiste. Llegan mientras tanto los aliados, como Lauso, Aventino, Catilo y Camila.

### Libro VIII

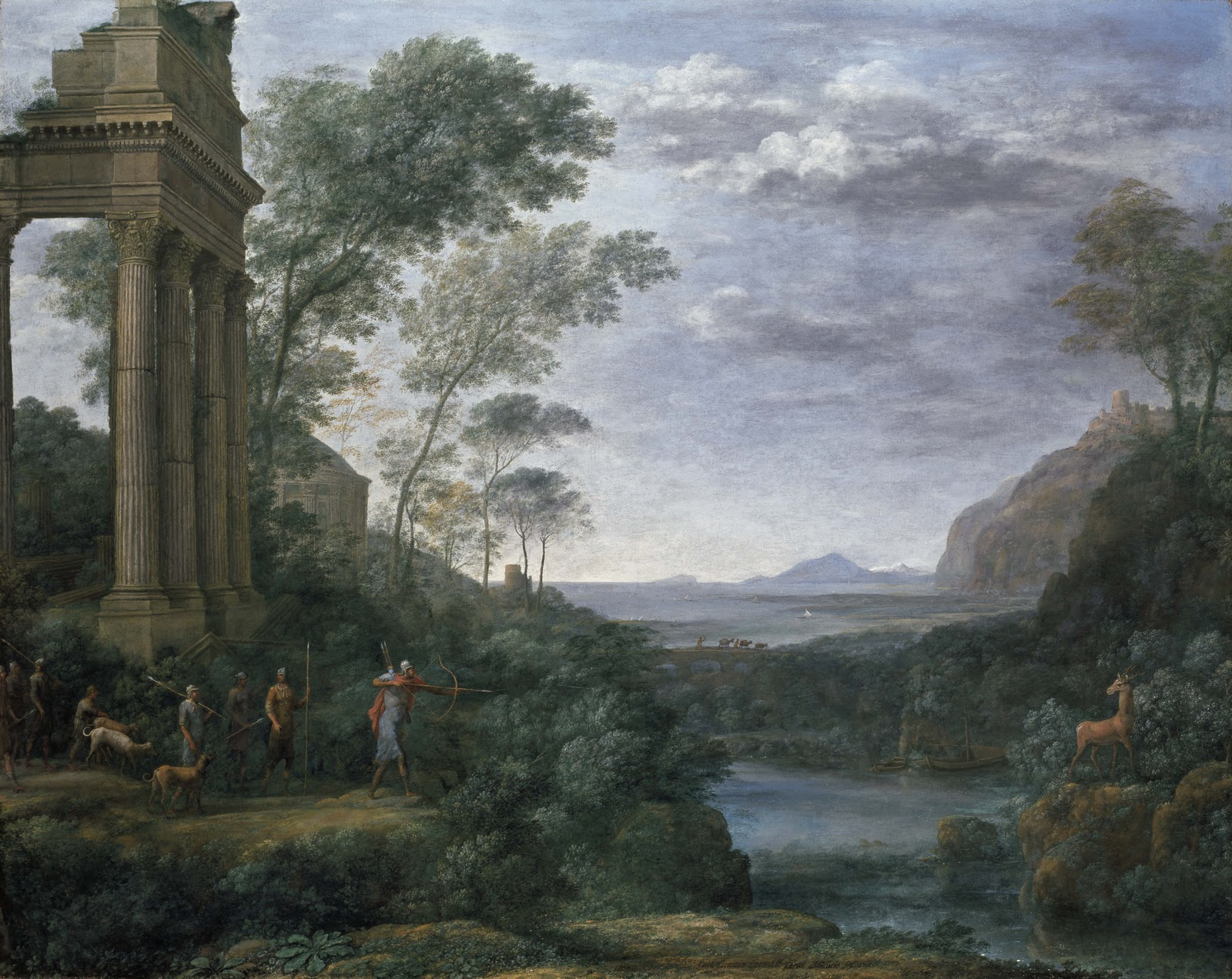
Paisaje con Ascanio asaeteando el ciervo de Silvia (1682), de Claudio de Lorena, Ashmolean Museum, Oxford.

El río Tíber habla a Eneas y le recomienda que busque la alianza con los palanteos, a cuya ciudad podrá llegar precisamente siguiendo su curso. Eneas prepara el viaje y reconoce entonces un buen augurio.
Acompañado por Acates, Eneas llega a la ciudad justo cuando el rey Evandro y su hijo Palante están ofreciendo sacrificios a Hércules, y piden al rey establecer una alianza para hacer frente a los rútulos. Evandro acepta, viendo que eran ambas naciones descendientes de Atlante. Evandro invita a Eneas a tomar parte en los sacrificios a Hércules.
Mientras tanto, Venus pide a su esposo Vulcano que fabrique armas para Eneas, y Vulcano acepta.
Entonces, Venus avisa a su hijo de que le llegarán armas divinas. Luego, Evandro envía a Eneas con su hijo Palante a buscar más alianzas. Posteriormente, ya Eneas recibe las armas prometidas por su madre y todos se maravillan de ellas.

### Libro IX
Juno envía a Iris para que lleve a Turno prontamente a la batalla. La mensajera informa al rey de que los troyanos están sin su caudillo. Eneas ha mandado a su gente que, de ser atacada, se refugie tras la empalizada. Turno intenta incendiar la fortificación y todo los demás. Entonces, Ops, madre de Júpiter, aparta del incendio las naves troyanas convirtiéndolas en ninfas.
Turno piensa que así los troyanos ya no podrán escapar, y hace que sus tropas descansen y se regocijen bebiendo vino.
Dándose cuenta de esto, Niso y Euríalo piden permiso para ir en busca de Eneas, a quienes este ha encomendado el mando: Mnesteo y Seresto. Iulo promete muchos premios por la hazaña a Niso y Euríalo, y ellos parten inmediatamente.
Niso abre el camino dando muerte a algunos rútulos que yacen dormidos. En el camino, Euríalo se rezaga y es alcanzado por Volscente. Advirtiéndolo, Niso regresa para rescatar a su amigo, se encomienda a Apolo y da muerte a varios rútulos. En la refriega, mueren Euríalo, Niso y Volscente. Luego, las cabezas de los dos troyanos son exhibidas por los rútulos.
Mesapo logra abrir la empalizada y se inicia una sangrienta batalla. Ascanio entra en la batalla y da muerte a Numano. Marte infunde fuerza en los latinos. Luego Turno queda cercado por los troyanos sin que le pueda ayudar Juno, pero se arroja al río y se salva.

### Libro X
Júpiter prohíbe a los otros dioses que participen en la batalla. Venus le pide clemencia para sus troyanos, y Juno se hace la desentendida. Entonces, Júpiter decide que a nadie habrá de favorecer él en la batalla.
Llega por mar Eneas con alianzas firmadas. Le siguen guerreros como Másico, Abante, Asilas, Astur y otros. Se acercan a Eneas las naves troyanas convertidas en ninfas y le informan de la batalla.

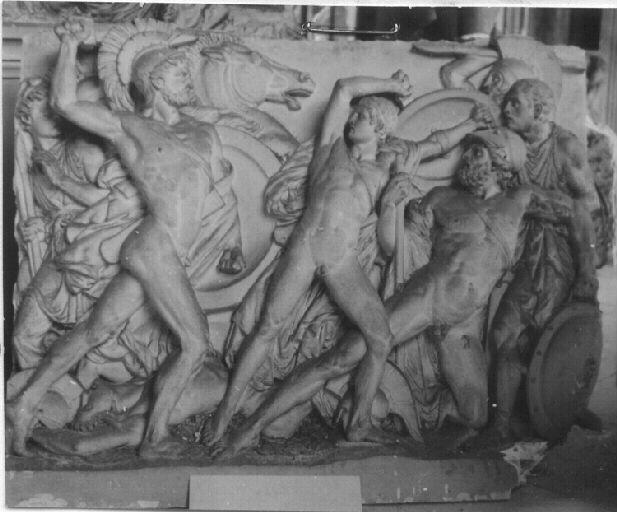
Relieve de Louis-Léon Cugnot: Mecencio, herido, es socorrido por su hijo Lauso.

Eneas y sus aliados llegan al campo de batalla, y Turno no ceja en su ataque. Empieza así un fiero combate. Turno pide a su hermana, la diosa Juturna, que le ayude en la batalla. Tras haber hecho grandes estragos, Palante es muerto por Turno, tomando este algunas de sus armas. Lleno de ira, Eneas da muerte a muchos rútulos.
En tanto, Júpiter provoca a Juno y esta le pide que demore la muerte de Turno. Ella misma toma la figura de Eneas y, confundiendo a Turno, hace que le persiga y así lo pone a salvo. Turno, al darse cuenta del engaño, intenta volver sobre sus pasos, pero la diosa no se lo permite.
Mecencio toma el lugar de Turno en la batalla, que es observada por los dioses. Eneas hiere a Mecencio, cuyo hijo Lauso, que le asiste y le ayuda a huir, es muerto por Eneas. Mecencio vuelve a la batalla y también halla la muerte en las manos del troyano.

### Libro XI
Eneas envía el cuerpo de Palante a su padre. Llegan luego emisarios latinos pidiendo tregua para poder enterrar a sus muertos, a lo que accede Eneas. Mientras tanto, Evandro se lamenta por la muerte de su hijo, pero no retira su apoyo a Eneas. En el reino de Latino, algunos se muestran aún a favor de Turno, pero otros piden que se entregue la mano de Lavinia al troyano Eneas.
Unos emisarios llegan de la ciudad de Diomedes, que recomienda a los latinos tener mucha cautela con Eneas por lo que este ha hecho.
Latino quiere ya detener la guerra dando tierras a los troyanos. Drances recomienda también darle la mano de Lavinia a Eneas. Turno se opone y promueve nuevas batallas, apoyado por la reina Camila. Diana pide a su sierva Opis que proteja a esa guerrera, y le da un arco para ese fin.
Los troyanos se acercan a las murallas latinas y se desata otra vez la contienda. Camila destaca por sus hazañas. Júpiter infunde valor en Tarcón. Arruntes, encomendándose a Apolo, dispara una flecha a Camila y logra su objetivo de darle muerte. Opis se lamenta entonces. Huyen los rútulos, pero Turno, enterado de los hechos, no abandona el campo. Llega la noche y se interrumpe la batalla.

### Libro XII
Latino y Amata piden a Turno que detenga la guerra, pero él, enamorado de Lavinia, manda a Eneas un mensaje retándole a un combate singular. Eneas acepta.
Juno emplea un nuevo ardid: envía a la hermana de Turno, Juturna, a buscar que se rompan los acuerdos que se hagan, pues sabe que Turno con las armas es menos diestro que Eneas.
Mientras tanto, se hacen los juramentos ante Júpiter para que el fin de la guerra se reduzca al combate entre Eneas y Turno. Pero Juturna asume la forma del guerrero Camerto e insta a la intervención de los rútulos en la batalla. En eso, un augurio es interpretado por Tolumnio como favorable a lo que pide Juturna en la forma de Camerto, y se rompen los acuerdos.
Eneas, en cambio, se opone a la ruptura de los acuerdos y quiere emprender el combate singular. Repentinamente, le hiere una flecha que no se sabé quién ha disparado. Turno hace entonces grandes estragos.

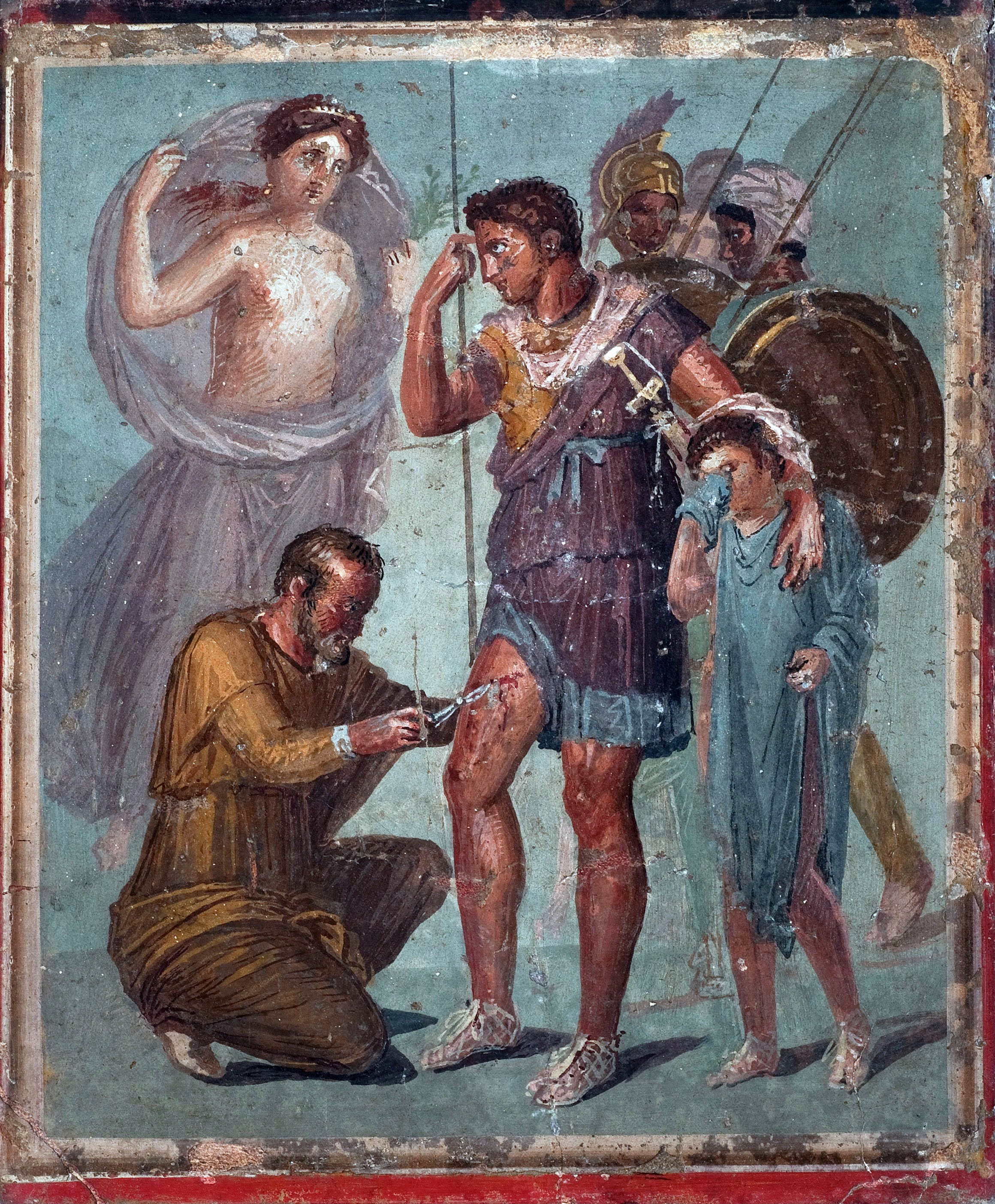
Fresco de la Casa de Sirico (Pompeya): Yápige extrayendo una punta de flecha de la pierna de Eneas, con el hijo del héroe, Ascanio, llorando junto a él; detrás de Yápige, Venus.. Museo Arqueológico Nacional de Nápoles.

Iulo lleva a su padre a un lugar seguro. Venus inspira al anciano Yápige para que cure a Eneas.
El héroe troyano recupera sus fuerzas y regresa a la batalla. Los rútulos huyen, pero Eneas solo busca a Turno; este también busca el combate con Eneas, pero su hermana Juturna se lo impide.
Venus infunde en la mente de Eneas la idea de dirigirse a la ciudad. La reina Amata, viéndolos venir, piensa que Turno ha muerto y se mata, con gran pesar del rey Latino.
Cuando se entera Turno, se desprende de su hermana para ir en busca de Eneas, y este, al oír que se acerca su adversario, se dirige a su encuentro.
Turno heredó de su padre Dauno una espada hecha por Vulcano, pero no es la que lleva ahora, pues ha tomado por error la de uno de sus compañeros. En el combate con Eneas, se rompe el arma de Turno, que huye en busca de la suya. Eneas lo persigue, pero se le queda prendida la lanza entre las raíces de Rauno, árbol divino. Venus desenreda la lanza; por su parte, Turno recobra su espada. El combate se reanuda.

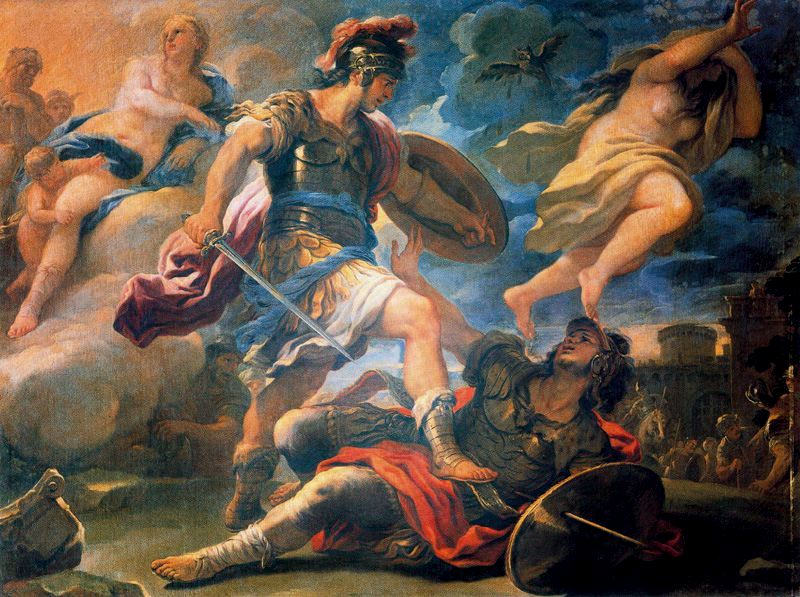
Óleo en lienzo de Luca Giordano: Eneas vence a Turno (Enea vince Turno).

Mientras tanto, Júpiter pregunta a Juno qué espera de la guerra y le prohíbe volver a tomar parte en ella. Juno reconoce haber persuadido a Juturna de que ayudase a su hermano, y acepta dejar de intervenir en la guerra, pero pide que cuando se unan los troyanos a los latinos desparezca el nombre de los primeros. Júpiter accede y envía una furia al campo de batalla para que retire a Juturna.
Eneas hostiga a Turno, y este comienza a sentir temor. Eneas hiere con la lanza a Turno, que por su parte tira a su contrincante una enorme piedra que no lo alcanza. Ya rendido, Turno pide a Eneas que le perdone la vida y se quede con Lavinia. El troyano duda al principio, pero al darse cuenta de que Turno lleva armas de Palante, carga de nuevo y mata al rey rútulo.

## Aspectos controvertidos del contenido de la obra

### Los dioses, los hombres y el destino
Los dioses intervienen en los asuntos humanos, pero los mortales no son meros juguetes de sus caprichos, y, muchas veces, un mortal recibe ayuda de una deidad. La mayor parte de las deidades representa la fortuna, mientras que Júpiter representa el fatum que ha de doblegarla: el aspecto teleológico de la historia. Hasta el momento en que se cumple el destino (fatum), los demás dioses operan a veces contra él y otras veces a su favor.
Virgilio intenta mostrar que es voluntad de Eneas someterse a su destino, que a menudo está ligado al futuro próspero de Roma, pero que otras veces está ligado a hechos que no tienen que ver con ese objetivo, como ocurre cuando desaparece Creúsa, y se ha de mandar a Eneas que busque el cumplimiento de su misión. Aun habiendo sometimiento del héroe, dice Eneas a Dido

No voy en pos de Italia por mi voluntad
Italiam non sponte sequor
Aeneis, IV, 361.

### Eneas y Dido
Se ha querido entender la relación de Eneas con Dido como un conflicto
- Entre el deber y el deseo: Eneas es un héroe desinteresado y al servicio de una causa superior, y además, precisamente a instancias del dios supremo, Júpiter, que es también el dios de la felicidad personal.

- Entre la frialdad masculina y el amor sincero: se contrapone así la pietas (lealtad, devoción o sentido del deber) de Eneas con el furor (locura o pasión) de Dido, como se hará luego con el de Turno, que además es enemigo.

La mente permanece inmóvil, las lágrimas caen sin efecto
mens immota manet, lacrimae volvuntur inanes

Se ha discutido si esas lágrimas son las de Dido o las de Eneas. Ovidio, en las Heroidas, parece acogerse más bien a la segunda interpretación.

### Eneas y Turno
Dado que Eneas mata a Turno cuando este ya está indefenso, para Lactancio el héroe es impius (desleal). ¿Cómo conciliar ese acto de Eneas con el destino de los romanos tal como le aconseja a Eneas el alma de Anquises en el Canto VI?

perdonar a los vencidos y dominar a los orgullosos
parcere subiectis et debellare superbos

En principio, Eneas tiene la intención de perdonar la vida a Turno, pero, al ver que lleva las armas de Palante, lo mata con

ardorosa furia e ira
furiis accensus et ira

Se explica este hecho porque la muerte de Palante por parte de Turno ha sido injusta: Turno ha sido presa del furor impius, y su personaje, presentado como caprichoso y entregado a los más bajos instintos, sin ejercer control de sus pasiones, corresponde al modelo del de Aquiles, en contraste con el nuevo héroe, lleno de pietas, representado por Eneas, al que se puede interpretar como una estilización de Augusto en su papel de vengador de Julio César, tal como se haría años después de las lecturas de la Eneida en el Templo de Marte el Vengador (Templum Martis Ultoris).

### Destino de Eneas, Roma y Augusto
Tal vez el aspecto más problemático en la lectura moderna del poema sea la glorificación de la Roma imperial y de Augusto como último objetivo de la historia .
Ya desde el principio de la obra, se percibe la lejanía del objetivo final de las tribulaciones de los troyanos:

de tan grande envergadura era el fundar el pueblo romano
tantae molis erat Romanam condere gentem
Aeneis, I, 33.

Augusto aparece en varios pasajes como la culminación de ese desarrollo. Se presenta la situación política buscada, y en parte lograda, como un imperium sine fine, al tiempo que se busca mostrar compasión por las víctimas de la hegemonía romana.
Como en tantos otros casos, se ha de entender la obra como un producto de su tiempo y de su civilización. Fue escrita en una época de cambios políticos y sociales de primer orden, en la que la última guerra de los tiempos de la república y la caída de esta habían socavado hondamente la fe en la «grandeza de Roma». Augusto, el nuevo emperador, daba comienzo a una nueva era de paz y prosperidad, en particular con la restauración de la moral tradicional romana. Se veía el poema de Virgilio como un reflejo de esas intenciones, al presentar un héroe dedicado con lealtad a su nación y a la hegemonía de ella más que a su propio beneficio, y emprendedor de un viaje para el engrandecimiento de Roma. La obra también suponía un intento de hacer legítimo el papel de Julio César (y, de ahí, también el de su hijo adoptivo Augusto y el de sus herederos) renombrando a Ascanio, llamado también Ilo (de «Ilión», nombre antiguo de Troya), como Iulo, y presentándolo así como ancestro de la gens Julia, además de hacer mención de muchas grandes figuras del imperio como parte de una profecía oída por el héroe en el inframundo.
Tras un siglo de sangrientas guerras civiles, muchos romanos vieron en Augusto un salvador, y él pidió abiertamente a Virgilio una Augustea, un poema a la gloria de los dirigentes. Por eso, el héroe del poema estará inmerso en un plan del destino y habrá de cumplir con su deber: deber, obligación, oficio, pietas constituirán el motivo conductor de la Eneida. Habiendo de dejar clara la legitimidad del puesto de sucesor de Julio y la del imperio, la grandeza de este se cifra en su misión, y no se trata de un destino vacío, sino de establecer leyes y traer la paz al mundo.

tú, romano, piensa en gobernar bajo tu poder a los pueblos
(éstas serán tus artes), y a la paz ponerle normas,
perdonar a los sometidos y abatir a los soberbios.
tu regere imperio populos, Romane, memento
(hae tibi erunt artes), pacique imponere morem,
parcere subiectis et debellare superbos
Eneida, VI, 851-853.

Tú, Romano, regir debes el mundo;
Esto, y paces dictar, te asigna el hado,
Humillando al soberbio, al iracundo,
Levantando al rendido, al desgraciado.
Eneida, VI, 851-853 (traducción de Miguel Antonio Caro en octava real).

En la lista de romanos insignes que pronuncia el alma de Anquises para su hijo Eneas, el número de versos dedicados a Augusto es comparable a los de Rómulo y Numa juntos.
Un aspecto propagandístico que llama la atención por su anacronismo es que en el escudo de Eneas está representada la Batalla de Accio.
Una línea de investigación estadounidense establecida en los años 60 conocida como la Escuela de Harvard sostiene la teoría de las dos voces: por un lado, en el poema se intenta la glorificación de Augusto; por otro, el final de la obra presenta al héroe como perdedor moral, de acuerdo con la observación de Lactancio y de modo análogo a como en el final del Libro VI la vuelta de Eneas y la sibila al mundo de los vivos se da por la puerta de marfil en lugar de ser por la de cuerno: tal como Eneas, Virgilio ha hecho un esfuerzo por cumplir con lo que se le ha encomendado; pero al final de su vida prefiere que se haga desaparecer su obra, a lo que Augusto, como era de esperar, se negará.

## Influencia posterior

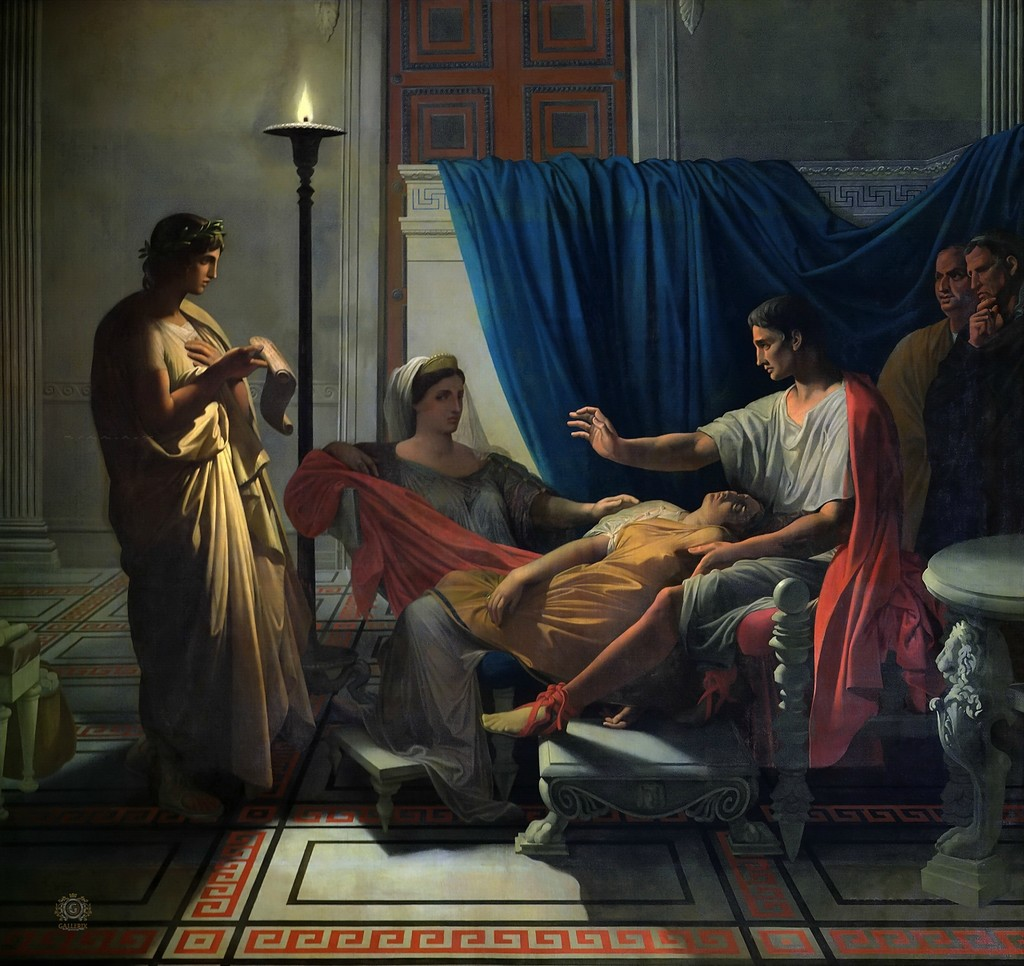
Virgilio lee la Eneida a Livia, Octavia y Augusto (1812), de Jean-Auguste-Dominique Ingres, Museo de los Agustinos, Toulouse

La de la Eneida fue una importante influencia en la literatura a lo largo de los siglos, sobre todo en la Edad Media. El personaje épico por excelencia en esa época era Eneas, más aún que Ulises, cuyo prestigio no era muy alto: se consideraba a este último un personaje astuto, que conquista Troya gracias a una estratagema; en la Divina Comedia de Dante, por ejemplo, Ulises estará en los infiernos. En cambio, se consideraba un honor descender de Eneas: así, en su Historia regum Britanniae, Godofredo de Monmouth presenta a los britanos como descendientes de Britus o Brutus, descendiente a su vez de Eneas.

### Antigüedad

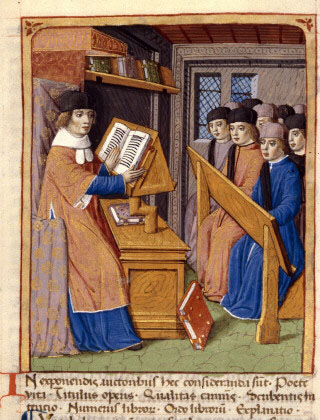
Servio comentando la obra de Virgilio (Servius commentant Virgile). Maestro de Robert Gaguin.. Bibliothèque municipale patrimoniale et d'études de Dijon, ms. 0493, f. 056.

Se considera la Eneida como una de las piedras angulares del canon occidental. A pesar de tratarse de una obra incompleta, se empleó en las escuelas de la civilización romana. En ese ámbito, desplazó a los Anales de Ennio. El poema de Virgilio ejerció un fuerte influjo en otras obras de la Antigüedad, incluidas algunas cristianas, y se hicieron traducciones al griego. La Farsalia de Lucano fue una contrapropuesta del poema de Virgilio, pero no alcanzó la importancia cultural de este.
Aún después de la caída del Imperio Romano, se seguía considerando la Eneida como un instrumento esencial para la educación latina. En la cultura cristiana latina o cristiana occidental, la Eneida era uno de los textos canónicos, y era empleado como objeto de comentario para servir a propósitos educativos y filológicos. El más completo de los comentarios conocidos de esa etapa histórica es obra de Servio, gramático del siglo IV.
Así como se consideraba la Ilíada como la obra suprema de la literatura griega, en general se consideraba la Eneida como la obra cumbre de la literatura latina, y hasta la Antigüedad tardía se tuvo como obra ejemplar.
A finales del s. IV o principios del s. V, del círculo de Símaco surgió una edición mejorada que se conoce como el Virgilio Vaticano (Vergilius Vaticanus). Como indica su nombre, se conserva en la Ciudad del Vaticano (Cod. Vat. lat. 3225; Vergilius Vaticanus).
Junto con las de Lucano y Claudiano, La Eneida sirvió de orientación a Coripo para su obra épica.
La tradición manuscrita fluye sin interrupción hasta la Edad Media, época en que se consideraba a Virgilio como el poeta por excelencia.

### Versiones medievales
A imitación de La Eneida, inspiradas en ella o una cosa y la otra, surgieron durante la Edad Media varias obras en lenguas vernáculas:
- Romance de Eneas (Roman d’Énéas, ca. 1160), obra épica en francés antiguo.[39]

- Romance de Eneas (Eneasroman o Eneide, ca. 1183), de Heinrich von Veldeke, obra en alto alemán medio basada en la anterior.[40]

### Literatura en lenguas vernáculas influida por laEneida
Se ha señalado la gran influencia del poema de Virgilio en el desarrollo de las literaturas europeas en lenguas vernáculas.
Algunas obras inglesas que muestran esa característica son estas:
- Beowulf.
- Brut de Layamon (Laʒamons Brut, ca. 1190-1215) o La crónica de Britania (en inglés moderno, Layamon's Brut o The Chronicle of Britain). Es un poema en inglés medio con rima inicial, y a menudo también final, entre los hemistiquios de cada verso. La obra, cuyo título alude a Bruto de Troya, se basa en el Roman de Brut, trata en extensión los hechos del Rey Arturo y fue recogido y arreglado por Layamon, que se presentaba en su escrito como clérigo.[41]
- La Reina Hada (The Faerie Queen, 1590 y 1596), de Edmund Spenser, obra de la época isabelina.
- El paraíso perdido (Paradise Lost, 1667), de John Milton.

La obra de Dante acusa una fuerte influencia de La Eneida. En concreto, la Divina Comedia, considerada también como parte del canon occidental, tiene un estilo muy similar a ella a partir de su Libro VI (el del viaje al inframundo) y presenta a Virgilio como guía de Dante en su visita al Infierno y al Purgatorio. Dante no hablaba griego, así que solo pudo basarse en la visión del infierno de Virgilio, influida a su vez por el Canto XI de la Odisea.

### Traducciones a lenguas vernáculas
Del poema de Virgilio también se hicieron traducciones a lenguas vernáculas europeas. Algunas son estas:
- Al español, la de Enrique de Villena (1427-1428).

- La primera traducción completa y fiel de la obra original que se hizo a una lengua ánglica fue la versión al escoto medio que terminó en 1513 el obispo Gavin Douglas (ca. 1474-1522): Eneados, que incluía la continuación de la obra de Virgilio que había escrito Maffeo Vegio en 1419.[42] Aún en el siglo XX, Ezra Pound consideraba que esta terminada por Douglas era la mejor traducción del poema de Virgilio entre las llevadas a cabo en lenguas ánglicas.[43][44]

- La alemana de 1515 de Thomas Murner (1475-1537): Vergilii Maronis Dryzehen Aenneadische Bücher von troianischer Zerstörung und Uffgang des Römischen Reichs (Los trece libros de la "Eneida" de Virgilio Marón, a partir de la destrucción de Troya, y los albores del Imperio Romano).[45]

- La traducción inglesa del siglo XVII del poeta John Dryden.[46]

La mayoría de las traducciones clásicas del mundo anglosajón, incluidas la de Gavin Douglas y la de John Dryden, se hacían con estrofas rimadas, procedimiento muy poco romano que por lo general se evita en las versiones modernas.
Entre las recientes traducciones inglesas en verso, se cuenta la de 1963 del poeta laureado británico Cecil Day-Lewis, que se esforzó en reproducir el hexámetro de Virgilio.

### Obras literarias que tratan sobre personajes de laEneida

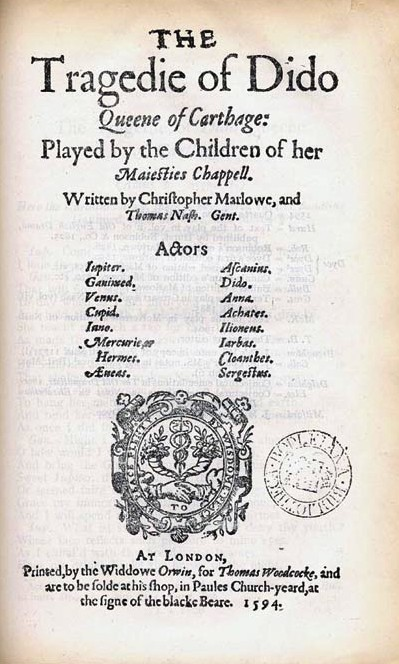
Dido (1594)

La historia de Dido y Eneas fue tratada en obras de Boccaccio (Amorosa visión, que presenta rasgos similares a los de la Divina Comedia), Petrarca y Chaucer (La leyenda de la buena mujer y La casa de la fama).
Otras obras literarias que tratan sobre esos personajes son estas:
- MOLZA, Francesco Maria: Dido muriendo (Dido moritura).[47]

- MARLOWE, Christopher: Tragedia de Dido, reina de Cartago (The Tragedie of Dido, Queene of Carthage, ca. 1586), tal vez terminada por Thomas Nashe.[48]

- BARCELÓ CHICO, Isabel : Dido, reina de Cartago, 2008.[49]

### LaEneidaen la educación posterior a la Edad Media
La educación latina se consideraba fundamental en la cultura occidental:

[...] desde 1600 hasta 1900, el aprendizaje del latín era la médula de la educación europea, allí donde se diese.
[...] from 1600 to 1900, the Latin school was at the center of European education, wherever it was found.
The Classical Tradition 

En ese aprendizaje del latín, la obra de Virgilio se enseñaba en los cursos superiores. En la Inglaterra del siglo XIX, se premiaba a los estudiantes sobresalientes con ediciones especiales de textos de Virgilio.
Durante la época del clasicismo de Weimar y, sobre todo, durante el Romanticismo, menguó la reputación de Virgilio, considerado entonces como un epígono, y se prefería al "genio original": Homero.
En el siglo XX, hubo un resurgir del interés por el poema de Virgilio. Como en la antigüedad y en épocas posteriores, en el siglo XX se reconocía la importancia de la obra hasta el punto de darse en los cursos de educación secundaria la costumbre, como antaño, de memorizarla.

### Continuaciones
Ya desde antiguo hubo intentos de completar la Eneida con un 13.er libro. La notoria falta de la narración del casamiento de Eneas con Lavinia y de la fundación de Roma en el poema de Virgilio llevó a algunos escritores a intentar enmendar esa carencia:
- 1419: Maffeo Vegio, con su llamado Mapheus Vegius (Libri XIII Aeneidos Supplementum), del que habría muchas impresiones durante el Renacimiento y que se incluiría en la traducción de 1513 del obispo Gavin Douglas.[52]
- Pier Candido Decembrio,[53] que no llegó a acabar su obra.
- Claudio Salvucci: La Laviniada (The Laviniad, 1994).
- Ursula K. Le Guin: Lavinia (2008). ISBN 0-15-101424-8

### Música
En música, la Eneida ha inspirado a numerosos compositores argumentos para óperas. Las más conocidas son La Didone (1641) de Francesco Cavalli, Dido and Aeneas (1689) de Henry Purcell —primera ópera en lengua inglesa— y la gran ópera heroica Los troyanos (Les Troyens, 1858) de Hector Berlioz. Otra ópera bien conocida es la de Joseph Martin Kraus: Eneas en Cartago o Dido y Eneas, VB 23 (Aeneas i Cartago eller Dido och Aeneas, 1781-1791, 1799).
Son bien conocidos también la comedia-zarzuela de 1698 Destinos vencen finezas, de Lorenzo de las Llamosas, y el melólogo de 1811 Dido, de Franz Danzi.

### Cine
- 1961: La guerra de Troya (La guerra di Troia), dirigida por Giorgio Ferroni (1908-1981) y con Steve Reeves en el papel de Eneas.[54] La acción discurre desde la muerte de Héctor y desde el punto de vista de Eneas.

- 1962: La leyenda de Eneas (La leggenda di Enea), secuela de la película anterior; esta película de 1962 fue dirigida por Giorgio Venturini (f. 1984), y también contó con Steve Reeves en el papel principal.[55]

- 1991: La Eneida (en ucraniano, Енеїда; en ruso, Энеида), película de dibujos animados producida por los estudios Ucranimafilm (Укранімафільм) Archivado el 30 de enero de 2020 en Wayback Machine. y dirigida por Volodímir Dajnó (en ucraniano, Володимир Дахно; en ruso, Владимир Дахно: Vladímir Dajnó; 1932-2006). Es una adaptación del poema homónimo del escritor ucraniano Iván Kotliarevski (en ucraniano, Іван Котляревський, 1769-1838). En el poema, parodia de la Eneida de Virgilio, el autor sustituye a los héroes de la Guerra de Troya por los cosacos de Zaporozhia.[56]

### Televisión
- 1971: La Eneida (Eneide o Le avventure di Enea), miniserie dirigida por Franco Rossi[57] que es coproducción de la RAI con Alemania Occidental, Francia y Yugoslavia.[58]

Las escenas en exteriores se rodaron en Yugoslavia.
De esa obra para la televisión, se haría después un montaje para el cine: Le avventure di Enea (1974).